# Bojan Danowski

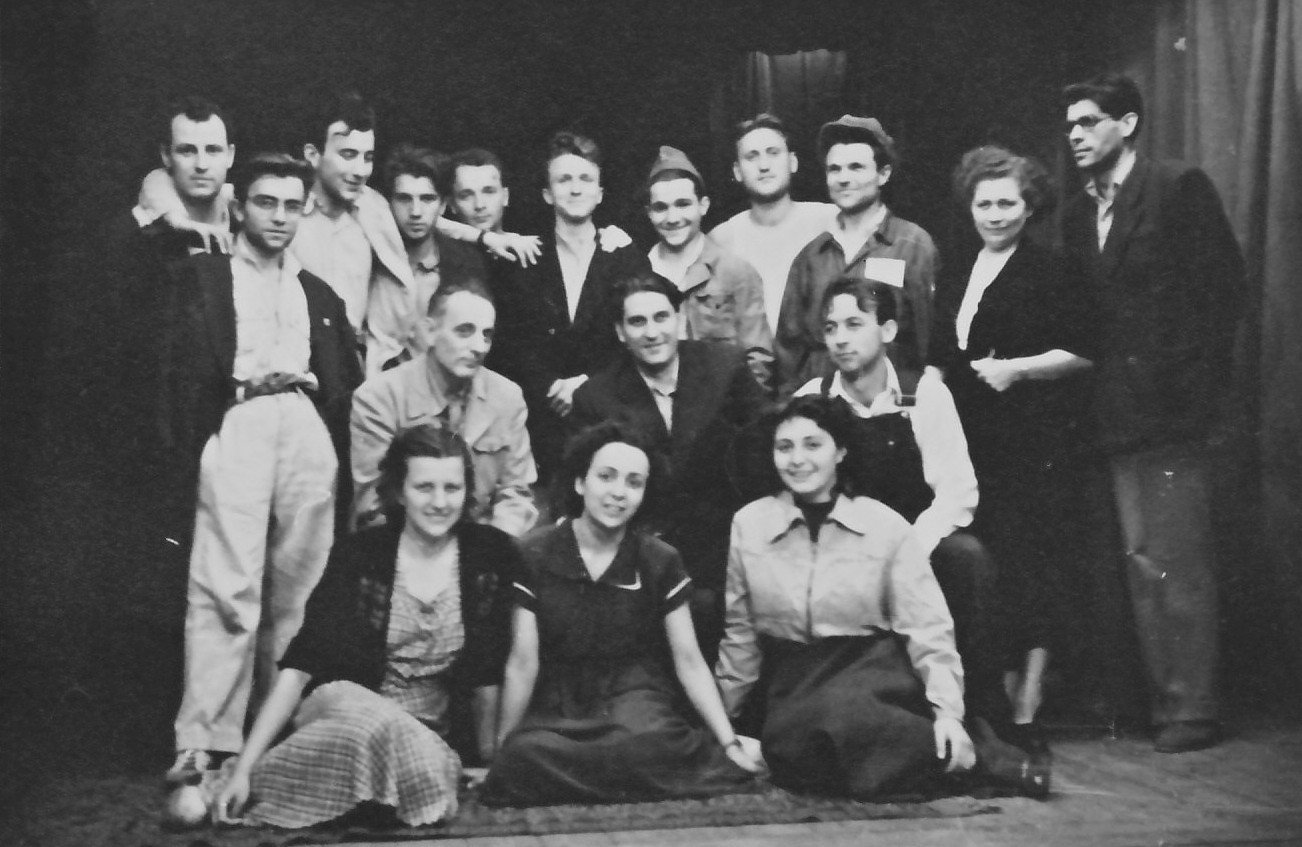
Klasse von Bojan Danowski von 1952, (Danowski in der Mitte links)

Bojan Iwanow Danowski (bulgarisch Боян Иванов Дановски; * 19. Juli 1899 in Rustschuk; † 9. März 1976 in Sofia) war ein bulgarischer Regisseur, Dramatiker und Theaterwissenschaftler.

## Leben
Danowski studierte von 1919 bis 1921 zunächst Ingenieurwesen und Musik in Italien. Er ging dann nach Deutschland und arbeitete dort als Regisseur. In den Jahren 1932/33 begründete Danowski das proletarische Theater in Bulgarien. Von 1946 bis 1951 war er Chefregisseur am bulgarischen Nationaltheater in Sofia. In den Jahren 1953 und 1954 war er Rektor der Nationalen Akademie für Theater- und Filmkunst.
Seine Inszenierungen befassten sich mit klassischen und zeitgenössischen Stücken bulgarischer, russischer, sowjetischer und westeuropäischer Autoren. Er verfasste auch selbst Bühnenstücke und veröffentlichte Studien zu theaterwissenschaftlichen Fragestellungen. Er wird als Vertreter des sozialistischen Realismus gesehen.
Danowski wurde als Held der sozialistischen Arbeit und mit dem Dimitroffpreis ausgezeichnet.